# Наличник
Наличник (от лице, лицева част, преден) е руска дума, обозначаваща „прикрепена декорация върху лицевата страна на предмет, сграда или съоръжение, прикрепена лайстна под формата на рамка около врати и прозорци“.
Наличникът е архитектурен детайл, профилна рамка на отвор за прозорец или врата. Конструктивното значение на наличника е да затваря междината между стената и касата на вратата или прозореца. стойност на лентата е да затвори празнината между стената и рамката на вратата или прозореца. Наличниците могат да имат разнообразни профили, ъглови скоби, ключови камъни, които ги отнасят съответно към един или друг архитектурен стил.

Наличниците са типични за архитектурния стил „Петробарок“ в Санкт Петербург през първата четвърт на XVIII век. В архитектурата на западноевропейския барок и маниеризъм се наричат „орилон“ (от френски: orillon– око, дръжка). Наличниците понякога са усложнени от допълнителна външна рамка (наричана контраналичник), която може да включва сандрик или триъгълен фронтон в горната част, както и вертикални тяги, пиластри или колони в страните, опиращи се на конзоли. Такъв сложен наличник, по аналогия с архитектониката на една ниша, понякога се нарича едикула.
- Дървена къща в гр. Томск
- Дървена къща в гр. Томск
- Дървена къща в гр. Томск
- Дървена къща в гр. Томск
- Дървена къща в гр. Томск
- Дървена къща в гр. Томск